# Georges de Viguerie
Georges de Viguerie  (mort en 1484) fut évêque élu de Montauban en 1484.

## Biographie
Georges de Viguerie ou de Viguier, aumônier du chapitre de chanoines de la  cathédrale de Montauban est élu par ses collègues le 7 mai 1484 comme successeur de Jean de Montalembert, conformément aux décrets du concile de Bâle et à la Pragmatique Sanction de Bourges. Il n'est toutefois pas confirmé par le Saint-Siège et doit faire face à deux compétiteurs : Jean de Brugères, chantre de la cathédrale et le futur cardinal Georges d'Amboise. Georges de Viguerie meurt la même année au milieu de  ces contestations,.